# Ainmillerstraße
Die Ainmillerstraße ist eine etwa 700 m lange Innerortsstraße in den Münchner Stadtteilen Schwabing und Schwabing-West. Sie führt von der Leopoldstraße nach Westen zur Kurfürstenstraße. Die Straße wurde nach Max Emanuel Ainmiller (1807–1870) benannt, einem Glasmaler aus München, der u a. die Fenster der Münchner Mariahilfkirche anfertigte.
Mit den Hausnummern 13, 17, 20, 22, 33, 34, 35, 37 und 40 liegen insgesamt neun Baudenkmäler an der Ainmillerstraße. Sie ist ein Ort des Kulturgeschichtspfads Schwabing-West.
Siehe auch
- Liste der Baudenkmäler in Schwabing
- Liste der Baudenkmäler in Schwabing-West

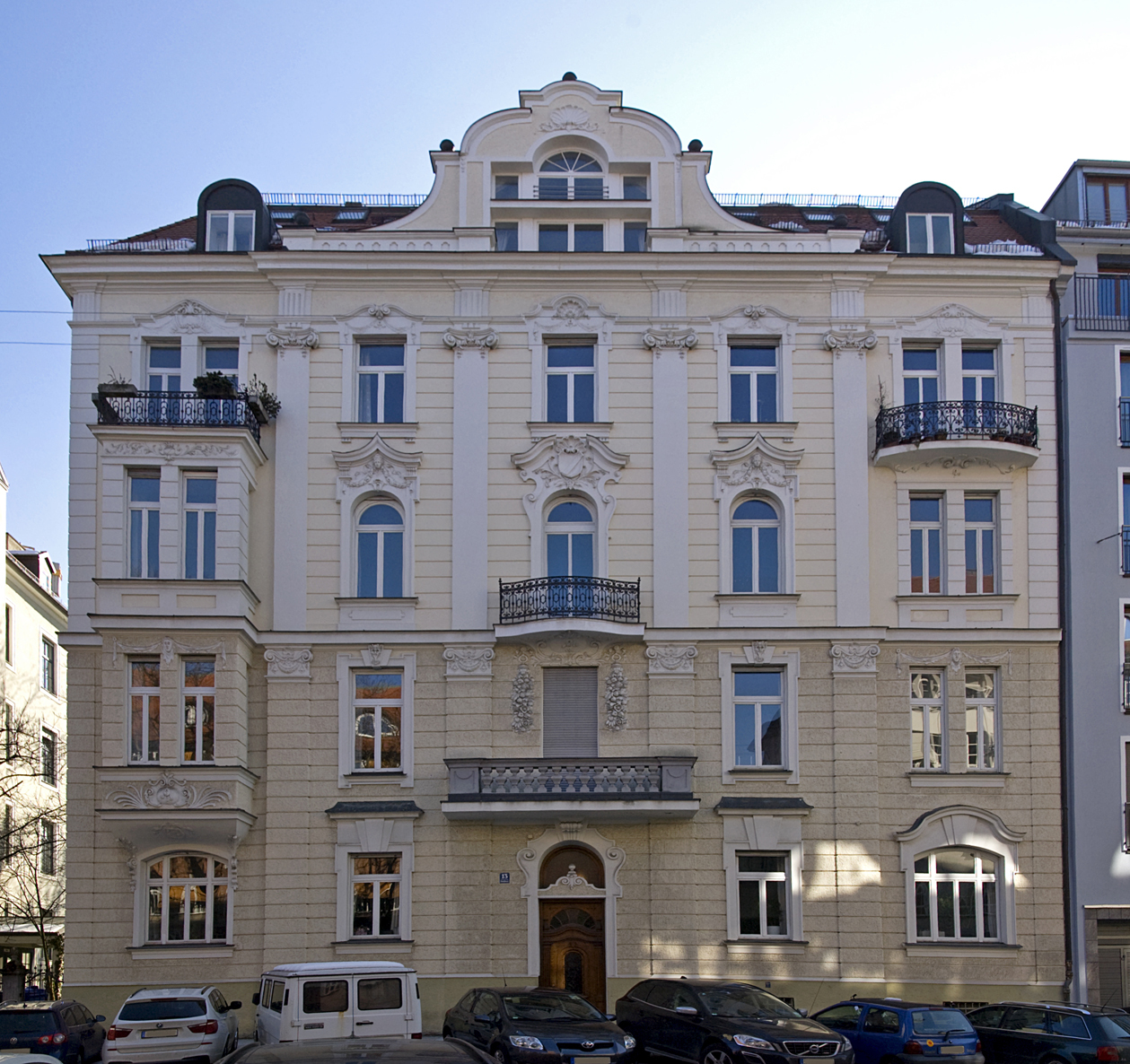
Ainmillerstraße 13
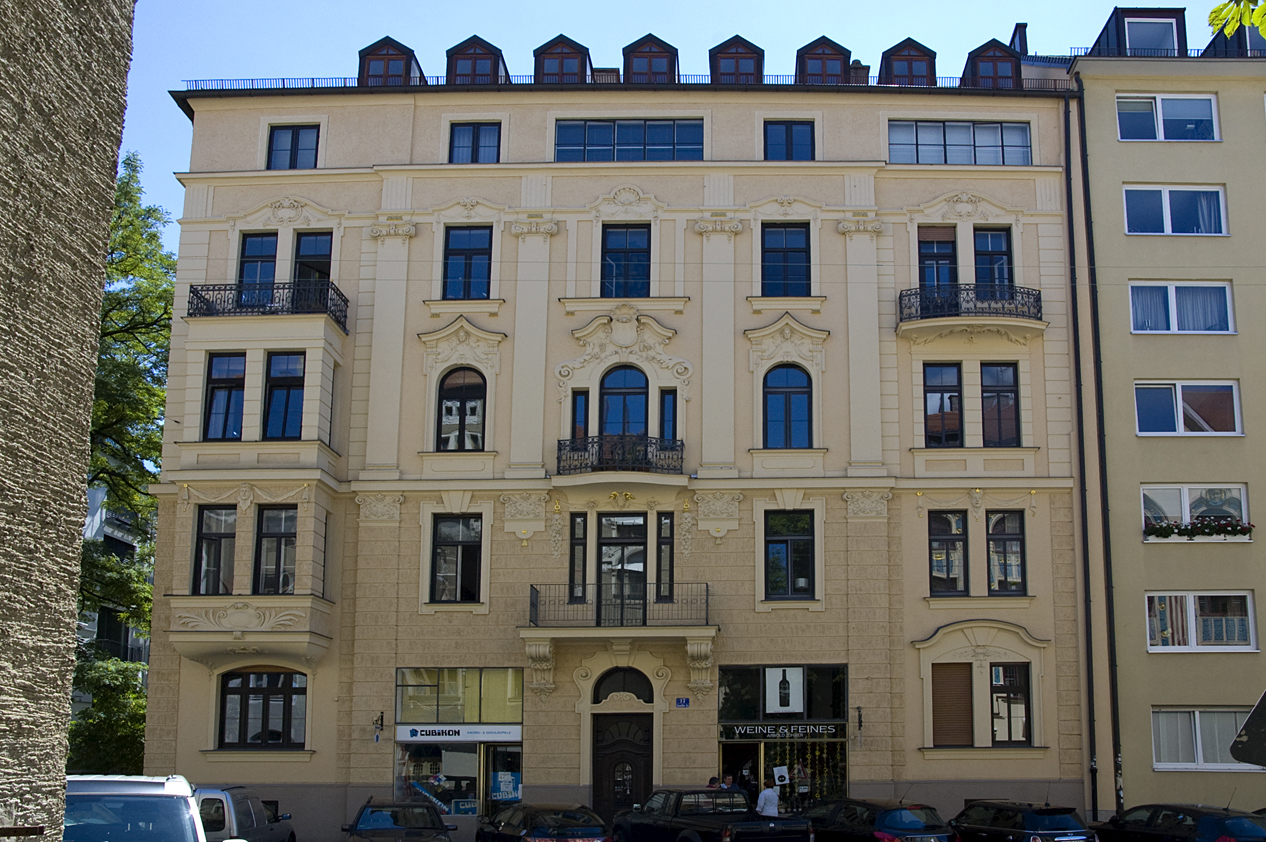
Ainmillerstraße 17
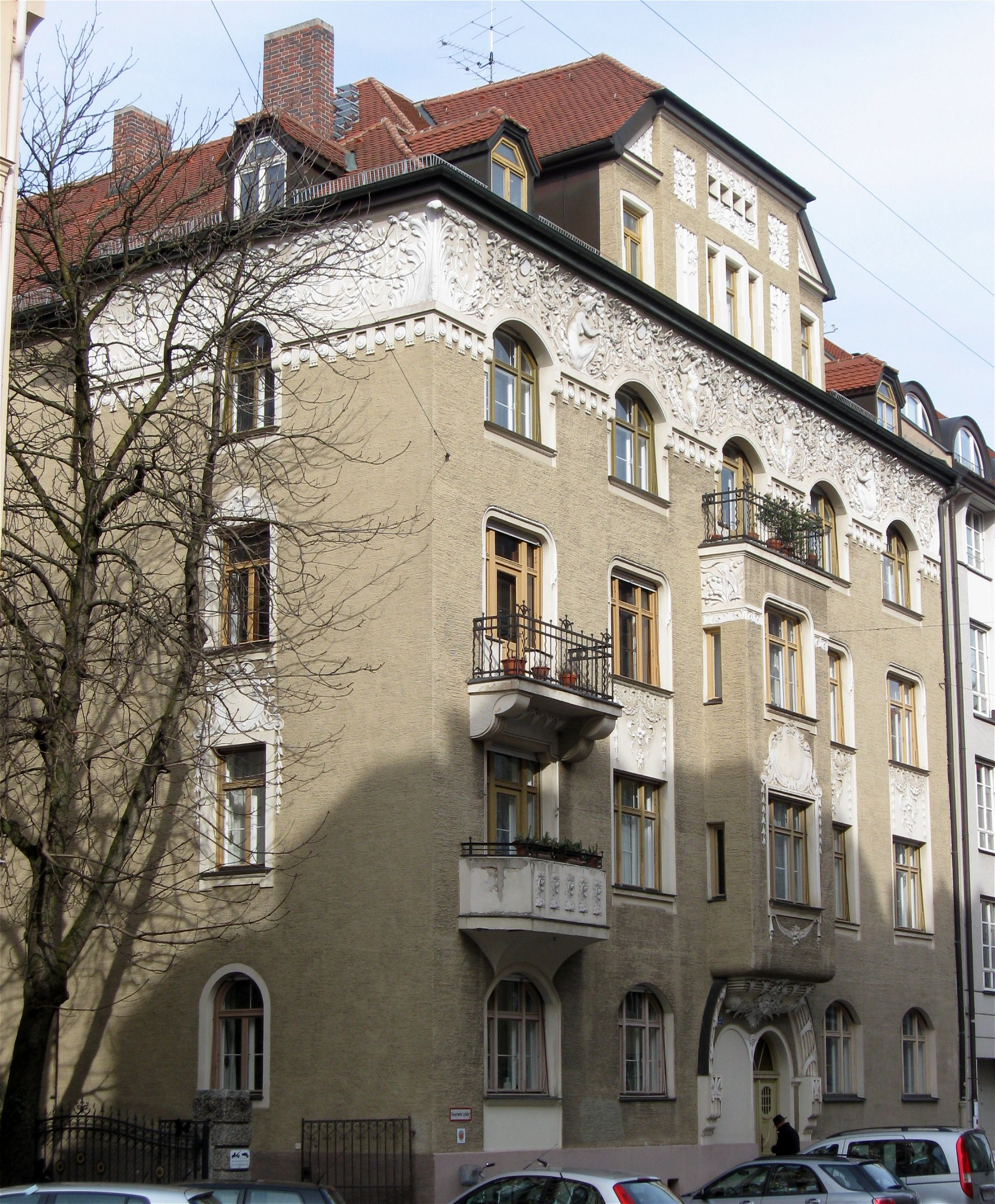
Ainmillerstraße 20
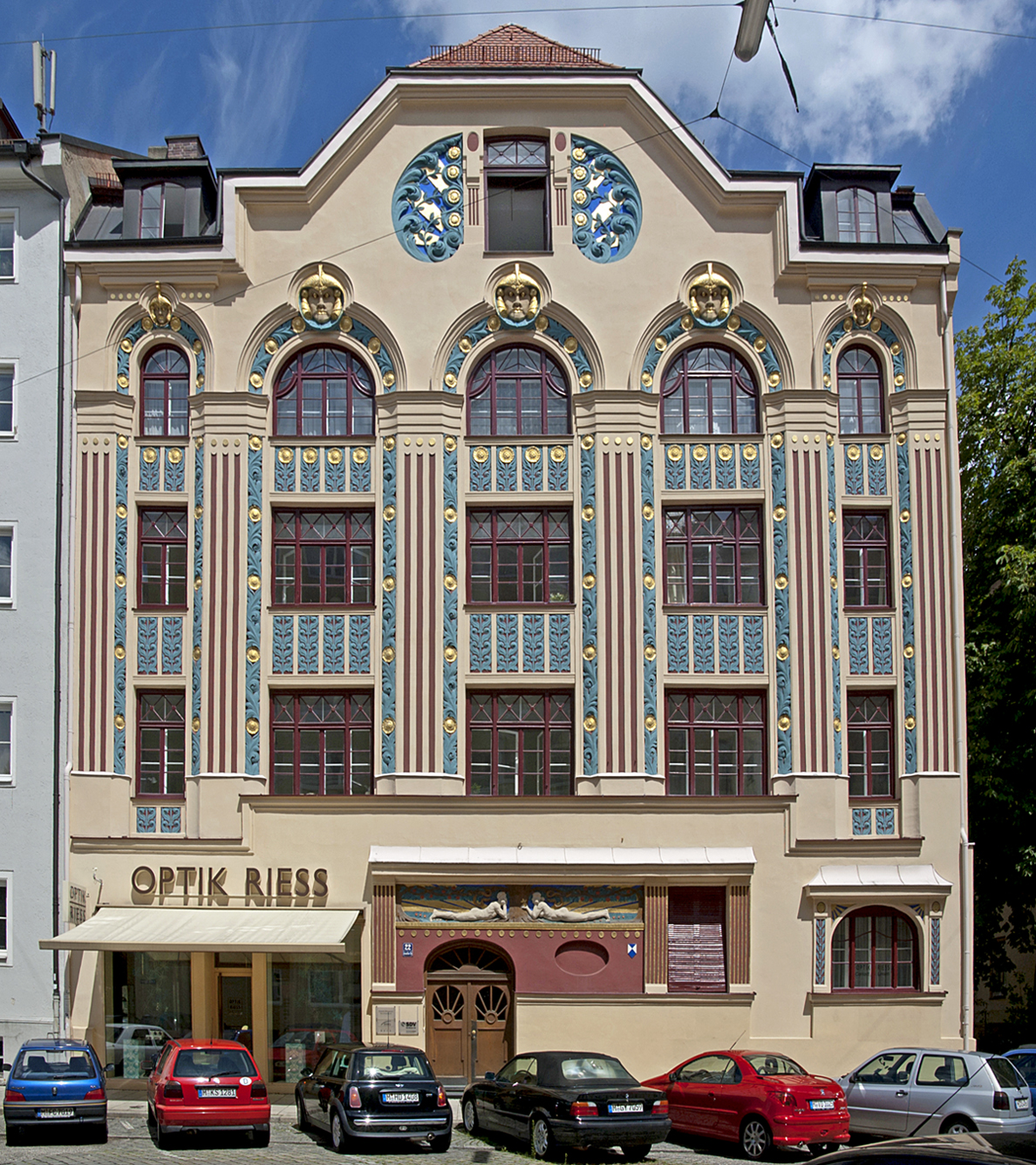
Ainmillerstraße 22
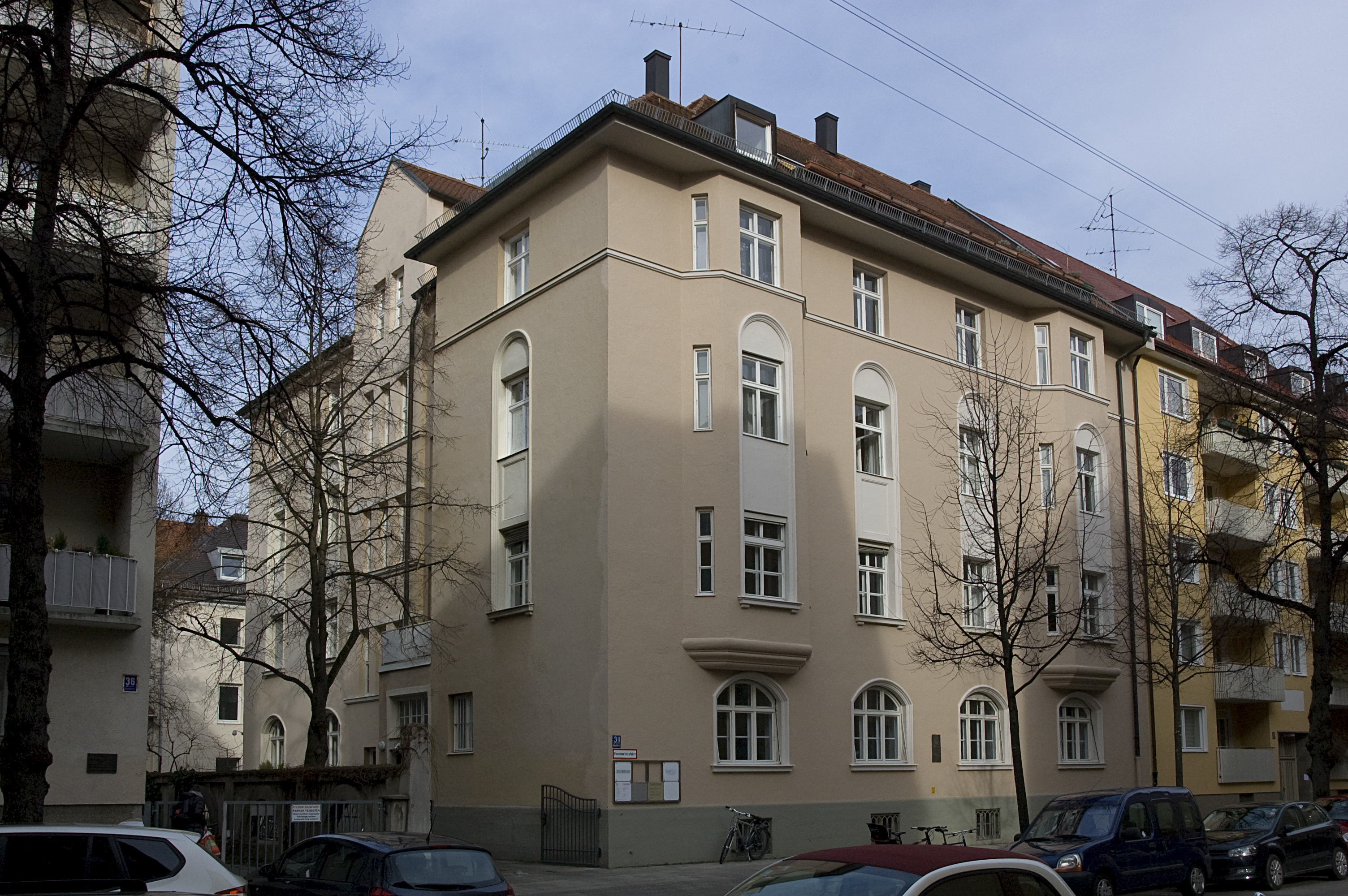
Ainmillerstraße 34
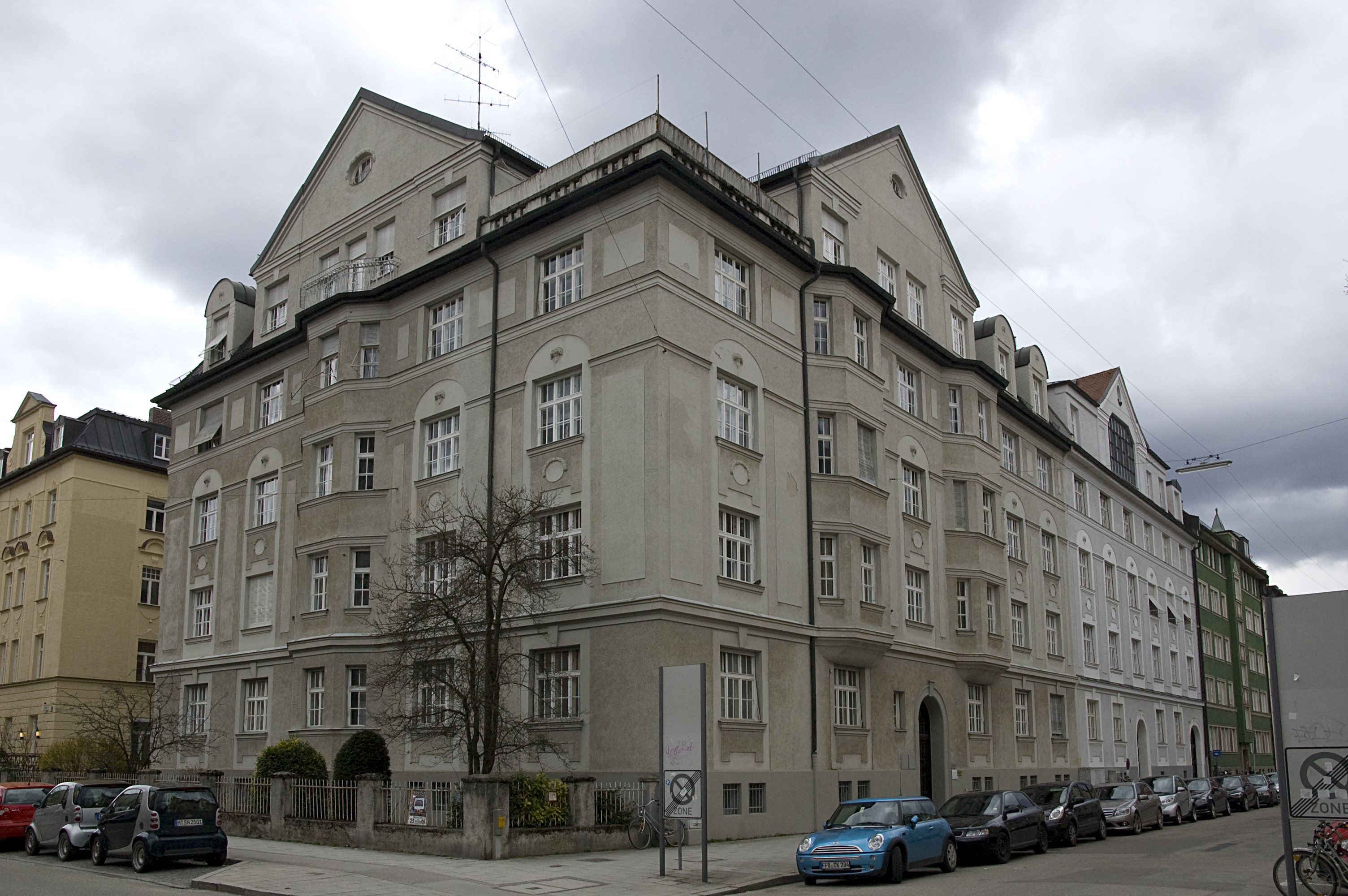
Ainmillerstraße 35
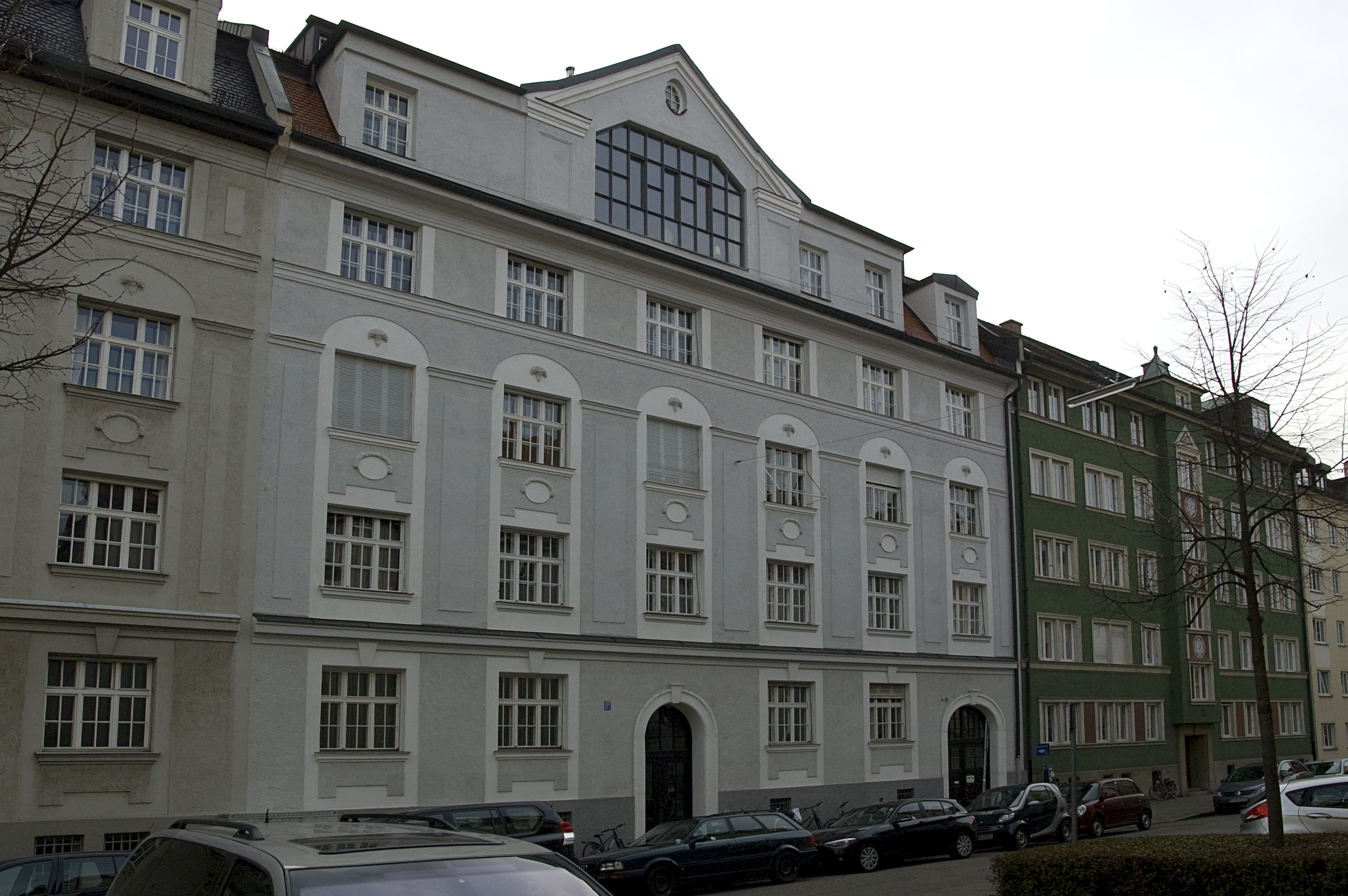
Ainmillerstraße 37
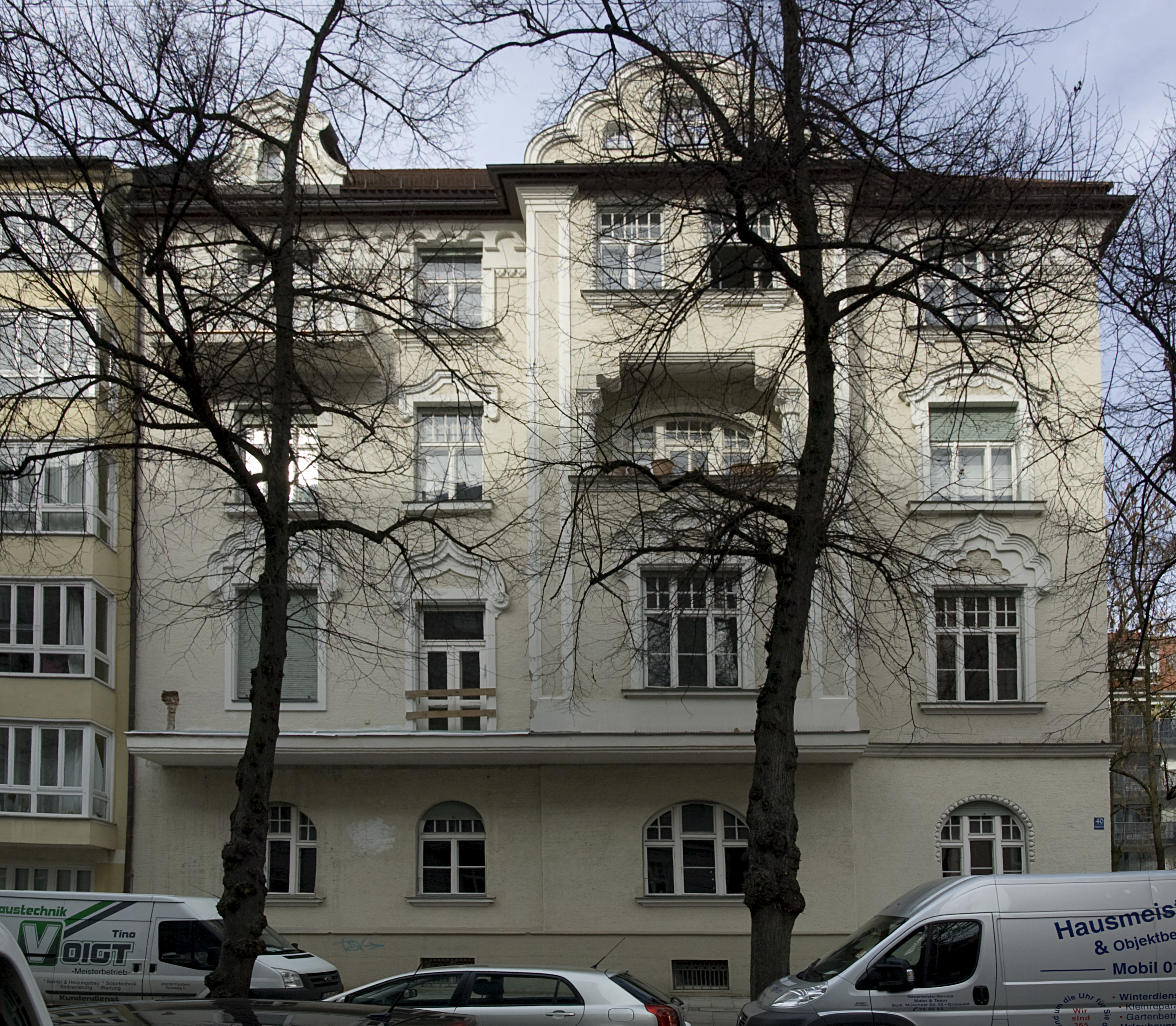
Ainmillerstraße 40

In der Ainmillerstraße 10 liegt das Crash. 1968 als Beatclub eröffnet ist es Münchens zweite Disco. Dort waren u. a. Die Spider Murphy Gang, Led Zeppelin, Deep Purple, Eric Clapton und Thomas Gottschalk zu Gast.
In der Straße wohnten u. a.: Adam Abel (5), Eduard von Keyserling (19), Rainer Maria Rilke (34), Maria Weber sowie Otto Strasser.